# Elongační faktor

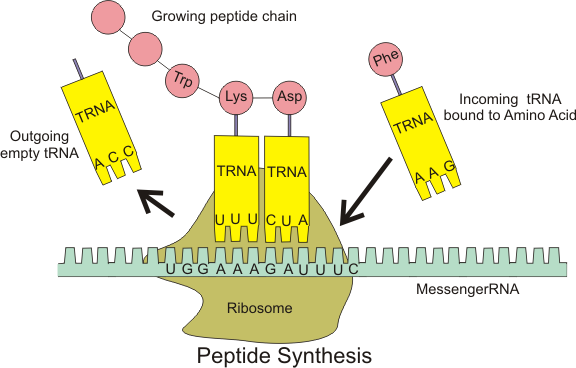
Schéma ribozomu: tRNA přichází nejprve do A-místa, následně přechází do P-místa a opouští ribozom z E-místa

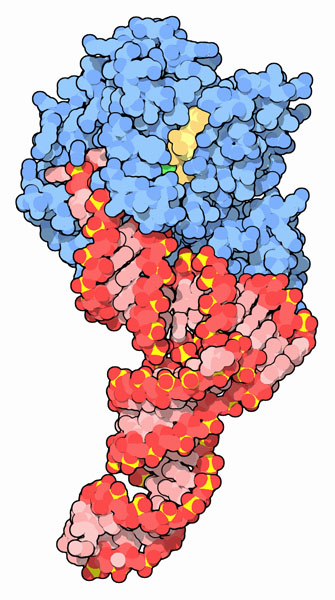
EF-Tu navázaný na aminoacyl-tRNA a směřující k ribozomu

Elongační faktory (EF) jsou proteiny, které pomáhají a řídí elongaci (prodlužování) polypeptidového řetězce vznikajících bílkovin na ribozomu (v průběhu translace). Za určitých okolností se bez nich ribozom obejde, ale za cenu snížené efektivity a přesnosti.

## Přehled
Základní sádka elongačních faktorů je napříč všemi organismy stejná, nicméně u různých domén se podobné proteiny jmenují odlišně (dle ).
| Funkce / doména                          | Bakteriální elongační faktor | Eukaryotický homolog | Archebakteriální homolog |
| Vazba aminoacyl-tRNA a přenos do A-místa | EF-Tu (součást EF-T)         | eEF1A (součást EF-1) | aEF-lα                   |
| Výměna GDP/GTP ve výše uvedeném proteinu | EF-Ts (součást EF-T)         | eEF1B (součást EF-1) | aEF-2                    |
| Translokace tRNA z A-místa do P-místa    | EF-G                         | eEF-2                | aEF-lβ                   |